# Alchemilla curtiloba
Alchemilla curtiloba é uma espécie de rosácea do gênero Alchemilla, pertencente à família Rosaceae.